# Centrale nucléaire de Hanbit
La centrale nucléaire de Hanbit (anciennement centrale nucléaire de Yeonggwang) est située sur la côte ouest de la Corée du Sud. Elle a été construite sur le territoire de Hongnong-eup dans le district de Yeonggwang de la province de Jeolla du Sud. C'est l'une des cinq plus grandes centrales nucléaires du monde.

## Description
La centrale est équipée de 6 réacteurs à eau pressurisée (REP) de conception Westinghouse construits pour une durée de vie prévisionnelle de 40 ans :
- Hanbit 1 : 995 MWe, mise en service en 1986.
- Hanbit 2 : 988 MWe, mise en service en 1987.
- Hanbit 3 : 986 MWe, mise en service en 1995.
- Hanbit 4 : 970 MWe, mise en service en 1996.
- Hanbit 5 : 992 MWe, mise en service en 2002.
- Hanbit 6 : 993 MWe, mise en service en 2002.